# Old El Paso

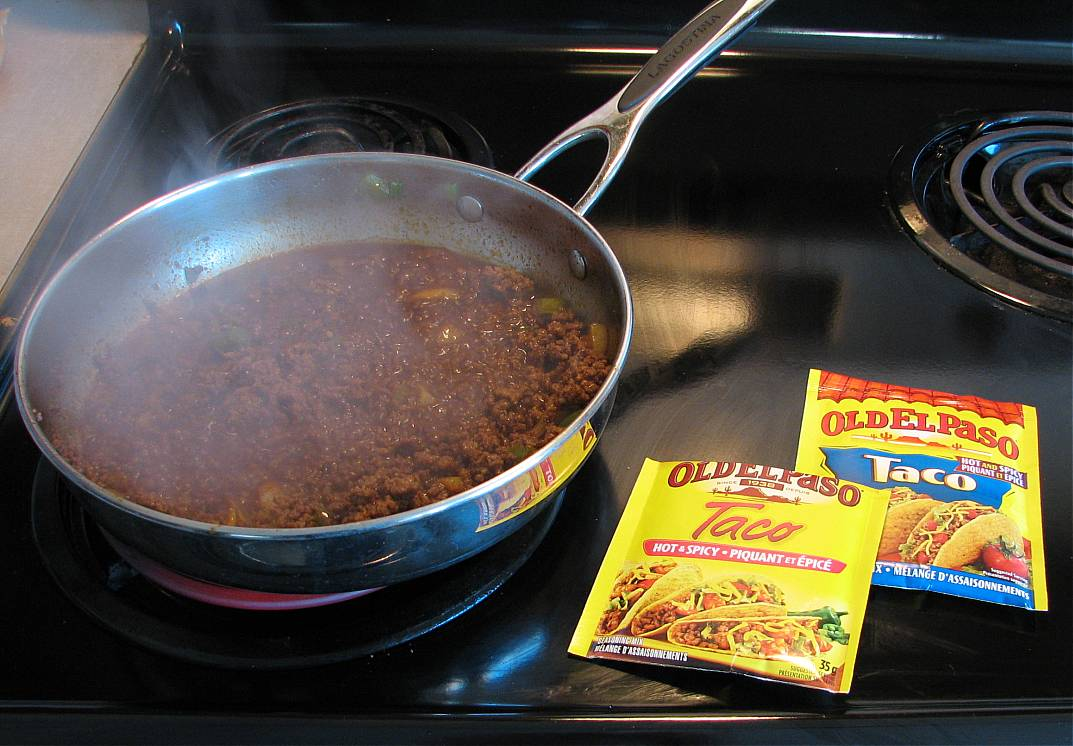
Kanadensiska Old El Paso-produkter.

Old El Paso är ett varumärke för produkter inom tex-mex-köket och ägs av den amerikanska livsmedelsproducenten General Mills sedan 2001. Varumärket har sitt ursprung från 1917 när en lokal affärsman från El Paso i Texas förvärvade New Mexico-baserade konservburksföretaget Mountain Pass Canning Company och började sälja bönor och tomater på konservburk. 1938 registrerades Old El Paso som ett varumärke och 1946 var det först med att lansera salsa utanför Mexikos gränser. 1969 var Old El Paso även först med att marknadsföra det mexikanska köket nationellt samt att erbjuda hela tex-mex-köket till amerikanska konsumenter via snabbköp.
Idag säljs Old El Paso över hela världen och 2016 hade varumärket amerikanska marknadsandelar på 16,4% medan i Europa hade det halva marknaden, med toppnoteringen 72% för Frankrike.